# 杉原鏘一郎
杉原 鏘一郎（すぎはら しょういちろう、1929年7月3日 - 2006年9月19日）は、日本の元自転車競技選手。東京都八王子市出身。

## 経歴
八王子市千人町の自転車店に生まれる。杉原一郎の長男で、長篠の戦いにおいて武田方足軽大将として討ち死にした杉原日向守の末裔。武田家の滅亡後は旗本200俵で幕府に仕え、幕末の当主平助直養は儒学者として知られている。
立教大学在学時代、1951年に行われた第1回アジア競技大会（インド・ニューデリー）、1000mタイムトライアルで優勝。同大会スクラッチ（現在のスプリント）では2位に入った。その後、日米富士自転車に入社。指導者として、1964年東京オリンピック、メキシコシティオリンピック、ミュンヘンオリンピックの日本代表監督を務めた。
なお1968年のトラックレース世界選手権（モンテビデオ）、タンデムスプリントにおいて、井上三次（当時・法政大学）、班目隆雄（当時・日本大学）のペアが、日本人選手として、同大会初の銅メダルを獲得したが、その大会で日本代表監督を務めていたのが当人である。
晩年は日本自転車競技連盟の副会長、顧問等を歴任した。